# Oppelo, Arkansas
Oppelo là một thành phố thuộc quận Conway, tiểu bang Arkansas, Hoa Kỳ. Năm 2010, dân số của thành phố này là 781 người.

## Dân số
- Dân số năm 2000: 725 người.
- Dân số năm 2010: 781 người.